# Вальх, Иоганн Эрнст Иммануил
Иоганн Эрнст Иммануил Вальх (нем. Johann Ernst Immanuel Walch; 1725—1778) — немецкий учёный-естествоиспытатель, теолог, лингвист и минеролог из города Йена. Ввёл в научный обиход понятие трилобит.

## Биография
Вальх был старшим сыном в семье лютеранского теолога Иоганна Георга Вальха от брака с Шварлоттой Катариной Будде, дочерью историка Иоганна Франца Будде. Учился в Йенском университете, где изучал семитские языки, а также естествознание и математику. В 1749 году опубликовал богословский труд «Einleitung in die Harmonie der Evangelien» и на следующий год назначен внештатным профессором (лат. professor extraordinarius) теологии. Через 5 лет стал ординарным профессором логики и метафизики, а в 1759 году перешёл на пост профессора красноречия и поэтики.
В дальнейшем Вальх посвятил себя естественным наукам, в частности геологии и изучению ископаемых останков древних животных. Он собрал одну из богатейших коллекций минералов. Важным результатом его трудов стала прекрасно иллюстрированная, четырёхтомная книга «Die Naturgeschichte der Versteinerungen» (рус. Естественная история окаменелостей), изданная в Нюрнберге в период с 1768 по 1773 год, а также выпущенная на французском и голландском языках. В обширной главе о трилобитах в томе, вышедшем в 1771 году, Вальхом впервые употреблено слово «трилобит».